# Constitución argentina de 1853
La Constitución argentina de 1853 es la constitución que sentó las bases jurídicas del Estado de la actual República Argentina, con el nombre oficial de Confederación Argentina. El texto actual incluye reformas realizadas en 1860, 1866, 1898, 1957 y 1994.  
La Constitución de 1853 fue aprobada por representantes de trece de las catorce provincias argentinas entonces existentes (actualmente Argentina está conformada por 24 jurisdicciones de primer orden, 23 provincias y una ciudad autónoma con ecuánime rango a cualquier otra provincia), con la importante ausencia de la Provincia de Buenos Aires (cuyo territorio y extensión no eran en ese entonces igual que en la actualidad), que se separó de la Confederación Argentina y constituyó el Estado de Buenos Aires hasta 1859. Fue sancionada por el Congreso General Constituyente, reunido en Santa Fe, y promulgada el 1 de mayo de 1853 por Justo José de Urquiza, a la sazón director provisional de la Confederación Argentina.

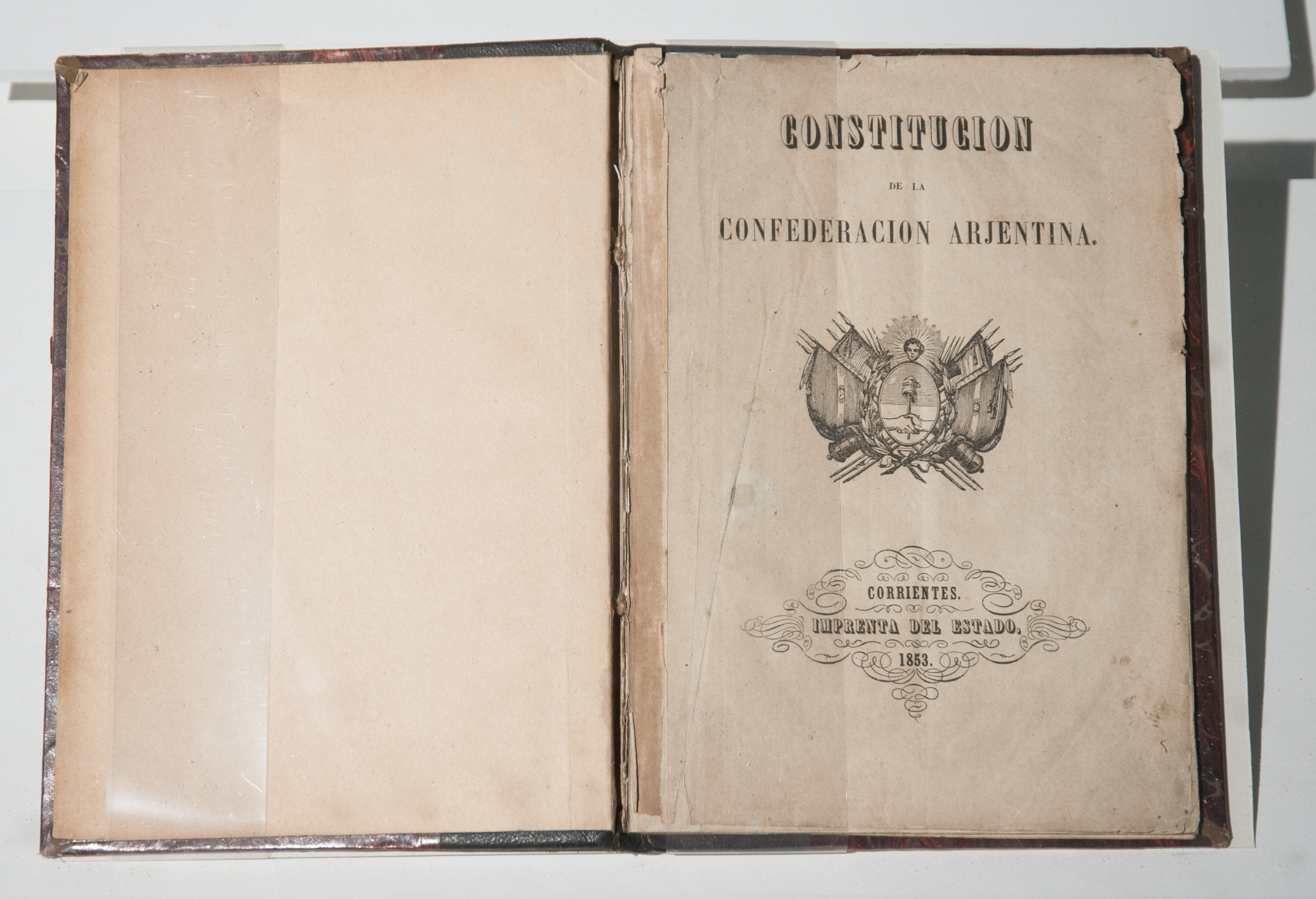
Ejemplar de la Constitución exhibida en el Museo del Bicentenario.

La Constitución de 1853 tomó como modelo la Constitución de Estados Unidos que establecieron los padres fundadores, inspirada en los principios del liberalismo clásico y la doctrina política del federalismo. Estableció un sistema republicano, en una época en la que predominaba universalmente la monarquía, con división de los poderes ejecutivo, legislativo y judicial, con predominio del Poder Ejecutivo conformando un régimen presidencialista, limitado por un congreso bicameral, con el objetivo de equilibrar la representación poblacional (Cámara de Diputados) con la representación igualitaria de las provincias (Cámara de Senadores). Paralelamente estableció una federación de provincias autónomas cada una de ellas con sus propios poderes ejecutivo, legislativo y judicial, con facultades exclusivas y también compartidas con el Estado nacional.
El modelo, elaborado por los convencionales a partir de los ensayos precedentes de orden constitucional y de la obra pionera de Juan Bautista Alberdi, ha sido objeto de reiteradas críticas: se ha objetado al mecanismo elegido para la dinámica federal y se ha afirmado que careció de verdadera efectividad, al intentar imponer un modelo íntegramente basado en experiencias extranjeras a una Argentina cuya peculiaridad histórica la hacía muy distinta de las colonias británicas en Norteamérica. Sin embargo, la importancia histórica del proyecto constitucional ha sido incuestionable, y virtualmente todas las disputas acerca de la práctica y la teoría políticas en la Argentina moderna han incluido una toma de partido acerca de las que subyacieron a la Constitución de 1853.
La Constitución de 1853 tuvo vigencia continuada, con reformas, hasta 1930, cuando un golpe de Estado derrocó al gobierno constitucional, elegido bajo el sistema de voto secreto y obligatorio establecido en 1912. Desde entonces y hasta 1983, sucesivos golpes de Estado interrumpieron todos los procesos constitucionales. Desde el 10 de diciembre de 1983 rige plenamente la Constitución de 1853, con las reformas realizadas en 1860, 1866, 1898, 1957 y 1994.  
El documento original de la Constitución Nacional de 1853 se encuentra inserto en el Gran Libro de Acuerdos, Leyes y Decretos del Congreso General Constituyente, el cual está expuesto desde el año 2005 en un templete en el Salón Azul del Palacio del Congreso, junto con la Constitución de 1994 y los pactos preexistentes.

## Antecedentes

### Constitución de los Estados Unidos
La Constitución de 1853 se inspiró particularmente en la Constitución estadounidense al adoptar el modelo presidencialista de esta última, así como el federalismo, componente esencial del orden constitucional estadounidense. Aunque formal, es sugerente también el inicio del preámbulo argentino, que parafrasea el famoso comienzo de su equivalente estadounidense («Nosotros, el pueblo»), pero subrayando el contenido estrictamente representativo del sistema adoptado en Argentina: «Nosotros, los representantes del pueblo».

### Proyectos constitucionales precedentes
El régimen legal al que se atendrían las Provincias Unidas del Río de la Plata surgidas en la Revolución de Mayo, a partir del antiguo Virreinato del Río de la Plata, había sido, naturalmente, una de las preocupaciones centrales desde la renuncia del último Virrey; aunque en el primer momento la preocupación, más acuciante, de hacer efectiva la soberanía por la vía de las armas —en el prolongado enfrentamiento con los ejércitos fieles a la Corona de España— soslayó momentáneamente las decisiones definitivas sobre la organización que ésta habría de cobrar, los intentos fueron consustanciales a los hitos de la organización patriótica.
La misma conformación de la Primera Junta de Gobierno y su ampliación en la llamada Junta Grande, que incluía los delegados provinciales, dio testimonio de la división entre los intereses de la ciudad de Buenos Aires y los de las provincias mediterráneas. En buena medida, la división se remontaba a la época colonial, en que el papel portuario de Buenos Aires la hacía titular de intereses comerciales muy distintos a los del interior artesanal y agricultor. Solo un pequeño caserío, Buenos Aires, se beneficiaba del tráfico de mercaderías traídas por los buques británicos, a los que pagaba con la exportación de los frutos del país, principalmente cuero crudo y minerales; el conflicto entre los comerciantes que importaban bienes del Reino Unido, y los fabricantes del interior que no podían competir con la potencia industrial de este, dio lugar ya a diversos conflictos durante el Virreinato. Apenas declarada la independencia de la nación, se plasmaría en el carácter unitario de los primeros ordenamientos jurídicos.
El primer proyecto de estabilizar las sucesivas intentonas que definieron los órganos ejecutivos del poder nacional en los primeros años de organización fue la convocatoria, en 1812, de una Asamblea General Constituyente, con el objeto de dictar una ley fundamental para la organización nacional. La Asamblea, conocida como Asamblea del Año XIII, se reunió efectivamente entre el 31 de enero de 1813 y 1815; dictó un reglamento para la administración, un Estatuto del Poder Ejecutivo, y promulgó varias normas que dirigirían la actividad legislativa en los años subsiguientes, pero se vio impedida de tratar la elaboración de una Constitución. Se presentaron ante ella cuatro proyectos: uno elaborado por la Sociedad Patriótica, otro por una comisión asesora designada por el Segundo Triunvirato, y dos anónimos; todos ellos de corte republicano, introduciendo la división de poderes de acuerdo al formato impuesto por los teóricos de la Revolución francesa, eran sin embargo fuertemente centralistas, delegando la mayoría del poder público en un poder ejecutivo central con sede en Buenos Aires.
Esto, sumado a la ausencia de algunos diputados provinciales, impidió que se llegara a un acuerdo al respecto. La indefinición de la Asamblea, que llevaba ya dos años de deliberaciones, fue uno de los argumentos que esgrimió en 1815 Carlos María de Alvear para proponer la creación temporal de un régimen unipersonal, el llamado Directorio. La Asamblea lo promulgó, pero la vacuidad de este nombramiento, no respaldado por el control efectivo de las fuerzas civiles y militares, llevó a la continuación de las asonadas, trasladándose la tarea de elaborar un proyecto al Congreso de Tucumán de 1816.
La acción del Congreso en este sentido fue limitada, aunque fructífera en otros aspectos; suya fue la Declaración de independencia de la Argentina, el 9 de julio de 1816, pero las deliberaciones acerca de la forma de gobierno resultaron más arduas. En su seno se oponían los pensadores de corte liberal, comprometidos con una forma republicana de gobierno, con partidarios de un régimen monárquico-constitucional. Célebre entre estos últimos fue la propuesta de Manuel Belgrano, que promovió el establecimiento de un descendiente de los incas en el trono nacional. Los monárquicos afirmaban que era imposible erigir una república a falta de instituciones históricamente desarrolladas, y que ésta resultaría lábil e inestable, mientras que sus oponentes esgrimían precisamente la falta de prejuicios heredados como una de las razones principales para ensayar un gobierno democrático.
El Congreso tuvo que trasladarse a Buenos Aires a comienzos de 1817, ante la amenaza que representaba el avance de los ejércitos realistas en el norte del país; el 3 de diciembre de ese año sancionó un reglamento provisorio. Sin embargo, los delegados provinciales consideraron que el traslado estaba orientado sobre todo a asegurar el predominio porteño en la redacción final del texto constitucional, presionando sobre los congresistas.
En 1819 vieron cumplidos sus temores ante la presentación de la protoconstitución de 1819, caracterizada por un fortísimo centralismo. No estipulaba el texto en cuestión ni siquiera el régimen electoral por el que se designaría al Director del Estado, pero le garantizaba amplísimas competencias, entre ellas la de designar a los gobernadores de provincia y de proveer a todos los empleos de la administración nacional.
El Congreso ordenó también a San Martín y Manuel Belgrano regresar a la capital, al frente de sus respectivos ejércitos, para defender la autoridad del directorio; ambos generales, sin embargo, se negaron a acatar el mandato. San Martín detuvo a sus tropas en Rancagua, en el actual territorio chileno, y dictó la llamada Acta de Rancagua, en la que desconocía la autoridad del Directorio para darle semejantes órdenes; Belgrano, por su parte, pactó con las fuerzas federales de José Gervasio Artigas, mientras el Ejército del Norte se sublevaba, poniéndose a las órdenes del gobernador cordobés. La tensión se resolvió finalmente en la batalla de Cepeda (1820), donde las tropas unidas de las provincias derrotaron a las del director José Rondeau. El resultado de la batalla fue el tratado del Pilar, por el que se estipulaba una forma federativa de organización, en la que Buenos Aires sería una más entre las 13 provincias.
Derrotado por las armas, el ideal unitario siguió sin embargo vigoroso en Buenos Aires. Bernardino Rivadavia, ministro del gobernador Martín Rodríguez, rediseñó en términos más republicanos el proyecto de constitución del '19. Aprobado el proyecto por la Comisión de Negocios Constitucionales, creada ad hoc, el 1 de septiembre de 1826, la constitución de 1826 fue aprobado por la legislatura porteña, pero frontalmente rechazado por las restantes provincias. Los años siguientes presenciaron el ocaso temporal del unitarismo y el alza de los caudillos provinciales, regímenes bonapartistas. Establecidos éstos, vieron también en el proyecto de una Constitución la posibilidad de sofrenar definitivamente la hegemonía porteña por medios administrativos; el gobernador santiagueño Juan Felipe Ibarra, el cordobés Mariano Fragueiro y el riojano Facundo Quiroga instaban, a comienzos de la década del '30, a formar una asamblea representativa presidida por Quiroga. Este sufragó incluso los estudios de un joven Juan Bautista Alberdi, de cuya pluma procederían finalmente las bases del proyecto de Constitución para el '53. La principal oposición venía de Buenos Aires, pero no de los letrados y comerciantes unitarios porteños, sino del caudillo bonaerense Juan Manuel de Rosas, que aseveraba que la idea era prematura. La muerte de Quiroga en Barranca Yaco dio final a esta iniciativa, que sin embargo había logrado plasmarse en 1831 en el Pacto Federal, suscrito inicialmente por Buenos Aires, Entre Ríos y Santa Fe en 1831, al que se suscribirían paulatinamente las restantes provincias.
El Pacto Federal estipulaba la formación de una Comisión Representativa, con sede en Santa Fe, al que cada una de las provincias adheridas enviaría un representante con atribuciones para celebrar tratados de paz, hacer declaración de guerra, ordenar el levantamiento del Ejército, nombrar el general que debería mandarlo, determinar el contingente de tropa con que cada una de las provincias debería contribuir, invitar a las demás provincias a reunirse en federación y a que, por medio de un Congreso Federativo, se arreglara la administración del país, bajo el sistema federal, su comercio interior y exterior, y la soberanía, libertad e independencia de cada una de las provincias.
Buena parte del texto del Pacto Federal jamás se cumplió; aunque es uno de los pactos preexistentes que mencionará la Constitución del '53, no tuvo gran efecto durante los años de la hegemonía de Rosas, que insistía en la inadecuación de una Constitución prematura. Esta actitud se hizo evidente en 1847, cuando Alberdi, desde el exilio, invitó a los miembros de la intelectualidad exiliada a colaborar con Rosas para gestionar la deseada Constitución. Rosas no respondió siquiera a la propuesta, pero otros caudillos federales, en especial Justo José de Urquiza, le darían pábulo.

### LasBasesde Alberdi
| Wikisource tiene una copia del libro: Bases y puntos de partida para la organización política de la República Argentina de Juan B. Alberdi |

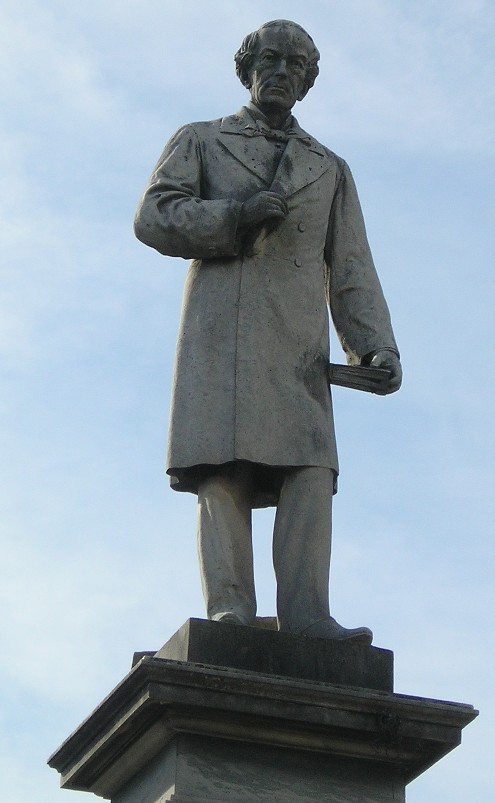
Estatua de Juan B. Alberdi (1810-1884) en su tumba en el Cementerio de la Recoleta en Buenos Aires. Su obra Bases y puntos de partida para la organización política de la República Argentina fue el principal documento de trabajo de los constituyentes.

En 1852, el destacado jurista y pensador argentino Juan Bautista Alberdi escribió un libro que obraría como primer documento de trabajo para los constituyentes: Bases y puntos de partida para la organización política de la República Argentina.
Las «Bases» de Alberdi están integradas por 36 capítulos y un proyecto de constitución. Fue escrita rápidamente en abril de 1852 para influir en las deliberaciones de la Convención Constituyente que comenzaría a reunirse en la ciudad de Santa Fe a partir del 20 de noviembre de ese mismo año. Él mismo reflexiona sobre esa situación varios años más adelante con esta palabras:

Mi libro de las BASES es una obra de acción que, aunque pensada con reposo, fue escrita velozmente para alcanzar al tiempo en su carrera... Hay siempre una hora dada en que la palabra humana se hace carne. Cuando ha sonado esa hora, el que propone la palabra, orador o escritor, hace la ley. La ley no es suya en ese caso; es la obra de las cosas. Pero esa es la ley duradera, porque es la verdadera ley.

La obra maestra de Alberdi fue y sigue siendo reiteradamente sintetizada bajo el lema de «gobernar es poblar». La frase está tomada del Capítulo XXXI y estaba directamente referido a la escasa población que por entonces habitaba la Argentina, mucho menor que la que habitaba por entonces en Chile, Bolivia o Perú.
Años después, él mismo se encargaría de precisar el significado de ese lema para cuestionar la inmigración de italianos y españoles que habían empezado a predominar ampliamente entre los extranjeros que se radicaban en el país.

Gobernar es poblar en el sentido que poblar es educar, mejorar, civilizar, enriquecer y engrandecer espontánea y rápidamente, como ha sucedido en los Estados Unidos. Mas para civilizar por medio de la población es preciso hacerlo con poblaciones civilizadas; para educar a nuestra América en la libertad y en la industria es preciso poblarla con poblaciones de la Europa más adelantada en libertad y en industria... hay extranjeros y extranjeros; y que si Europa es la tierra más civilizada del orbe, hay en Europa y en el corazón de sus brillantes capitales mismas, más millones de salvajes que en toda la América del Sud. Todo lo que es civilizado es europeo, al menos de origen, pero no todo lo europeo es civilizado; y se concibe perfectamente la hipótesis de un país nuevo poblado con europeos más ignorantes en industria y libertad que las hordas de la Pampa o del Chaco.

En su obra, Alberdi analiza detalladamente el derecho constitucional sudamericano, criticándolo por ser básicamente copias de las constituciones estadounidense y francesa, sin tener en cuenta las necesidades de progreso económico y material que precisaban los países sudamericanos después de la independencia. En sucesivos capítulos analiza las anteriores constituciones de la Argentina (Cap. III) y las constituciones entonces vigentes de Chile (Cap. IV), Perú (Cap. V), Colombia (Cap. VI), México (Cap. VII), Uruguay (Cap. VIII) y Paraguay (Cap. IX).
Alberdi analiza también las nuevas constituciones de la época, como la californiana (Cap. XI), a la que pone como ejemplo de su punto de vista constitucional. En el capítulo XII aborda la cuestión de «monarquía o república» defendiendo el presidencialismo como solución intermedia para las naciones hipanoamericanas:

Se atribuye a Bolívar este dicho profundo y espiritual: «Los nuevos Estados de la América antes española necesitan reyes con el nombre de presidentes». Chile ha resuelto el problema sin dinastías y sin dictadura militar, por medio de una Constitución monárquica en el fondo y republicana en la forma: ley que anuda a la tradición de la vida pasada la cadena de la vida moderna. La república no puede tener otra forma cuando sucede inmediatamente a la monarquía; es preciso que el nuevo régimen contenga algo del antiguo.

En el capítulo XIII bajo el título «la educación no es la instrucción», sostiene que las escuelas y universidades deben ser desarrolladas de modo íntimamente relacionado con una política de industrialización. También menciona aquí que la religión debe ser parte de la educación pero quedar fuera de la instrucción, sentando las bases de la escuela laica.
En el capítulo XIV Alberdi sostiene que los países americanos deben mirar a Europa como fuente de cultura, comercio y población, y sobre todo de futuro, en términos que según algunos autores llegan hasta la discriminación racial aunque esta postura también ha sido cuestionada tanto como por autores como por el propio Alberdi:

¿Quién conoce caballero entre nosotros que haga alarde de ser indio neto? ¿Quién casaría a su hermana o a su hija con un infanzón de la Araucania, y no mil veces con un zapatero inglés?
En América todo lo que no es europeo es bárbaro: no hay más división que ésta: 1.º, el indígena, es decir, el salvaje; 2.º, el europeo, es decir, nosotros, los que hemos nacido en América y hablamos español, los que creemos en Jesucristo y no en Pillán (dios de los indígenas)... ¿De dónde le vendrá esto en lo futuro? Del mismo origen de que vino antes de ahora: de Europa.

Alberdi aborda la cuestión crucial de la inmigración capítulo XV, no solo para «poblar» el país, sino para reconfigurar radicalmente la mano de obra:

Haced pasar el roto, el gaucho, el cholo, unidad elemental de nuestras masas populares, por todas las transformaciones del mejor sistema de instrucción; en cien años no haréis de él un obrero inglés.

Alberdi pensaba en una población de 50 millones de personas que debían venir espontáneamente, libremente, por las garantías que la Constitución debía dar para proteger su propiedad, su libertad, la libre circulación, la tolerancia religiosa y un amplio acceso a la tierra. Sostenía que había que facilitar la radicación de los inmigrantes en todo el país, y no solo en el litoral. Atribuía una importancia especial al ferrocarril: «el ferrocarril es el medio de dar vuelta al derecho lo que la España colonizadora colocó al revés en este continente».
Se adelantaba Alberdi también a la cuestión de las diversas etnias que traería la inmigración:

El pueblo inglés ha sido el pueblo más conquistado de cuantos existen; todas las naciones han pisado su suelo y mezclado a él su sangre y su raza. Es producto de un cruzamiento infinito de castas; y por eso justamente el inglés es el más perfecto de los hombres, y su nacionalidad tan pronunciada que hace creer al vulgo que su raza es sin mezcla. No temáis, pues, la confusión de razas y de lenguas. De la Babel, del caos saldrá algún día brillante y nítida la nacionalidad sudamericana.

Sin embargo Alberdi subraya una y otra vez que la población argentina debe configurarse básicamente como anglo-sajona:

Con tres millones de indígenas, cristianos y católicos, no realizaríais la república ciertamente. No la realizaríais tampoco con cuatro millones de españoles peninsulares, porque el español puro es incapaz de realizarla allá o acá. Si hemos de componer nuestra población para nuestro sistema de gobierno, si ha de sernos más posible hacer la población para el sistema proclamado que el sistema para la población, es necesario fomentar en nuestro suelo la población anglo-sajona. Ella está identificada con el vapor, el comercio y la libertad, y no será imposible radicar estas cosas entre nosotros sin la cooperación activa de esa raza de progreso y de civilización.

Alberdi repasa en la Bases, una a una las bases que precisaba el país para constituirse no solo jurídicamente, sino sobre todo materialmente. En capítulos sucesivos recorre las leyes principales que deberían ser sancionadas, la formación de un aparato estatal federal por encima del poder de las provincias adoptando un federalismo atenuado:

Una provincia en sí es la impotencia misma, y nada hará jamás que no sea provincial, es decir, pequeño, obscuro, miserable, provincial, en fin, aunque la provincia se apellide Estado. Sólo es grande lo que es nacional o federal...Caminos de fierro, canales, puentes, grandes mejoras materiales, empresas de colonización, son cosas superiores a la capacidad de cualquier provincia aislada, por rica que sea. Esas obras piden millones; y esta cifra es desconocida en el vocabulario provincial.

Recomienda establecer un sistema de sufragio calificado por «la inteligencia y la fortuna»; se opone terminantemente a la capitalización de Buenos Aires (Cap. XXVI: «Todo gobierno nacional es imposible con la capital en Buenos Aires»); insiste en que los constituyentes carezcan de mandatos (Cap. XXIX:).
En síntesis, para Alberdi la Constitución de 1853 tenía un fin esencialmente económico, elaborada a partir de las necesidades específicas del país, partiendo de su problema esencial: la despoblación (Cap. XXXII).

### El clima político de 1853
La Constitución de 1853 se elaboró inmediatamente a la zaga de la derrota porteña en la batalla de Caseros, que dejó a Urquiza al frente de los asuntos nacionales. El 6 de abril de 1852 Urquiza se reunió con Vicente López y Planes, gobernador de Buenos Aires, Juan Pujol, gobernador de Corrientes y representantes santafesinos, decidiendo en esa reunión llamar, en los términos del Pacto Federal de 1831, a un Congreso Constituyente para agosto del año siguiente. Se envió inmediatamente una circular a las provincias, manifestando los resultados de la reunión.
Sin embargo, Urquiza estaba al tanto de la fuerte oposición que la élite porteña mostraba a su liderazgo, y a cualquier intento de limitar la hegemonía de Buenos Aires sobre el resto del país. Para enfrentarla, encomendó a Pujol y a Santiago Derqui la tarea de elaborar un proyecto constitucional que resultara aceptable a los porteños; el 5 de mayo se reunió con varios destacados dirigentes en Buenos Aires —entre ellos Dalmacio Vélez Sársfield, Valentín Alsina, Tomás Guido y Vicente Fidel López—, ofreciéndoles rescatar el proyecto de Constitución Argentina de 1826 de Rivadavia, a cambio de que respaldaran su autoridad al frente del gobierno nacional. 
El 29 de mayo tuvo lugar la reunión definitiva con los representantes provinciales, en San Nicolás de los Arroyos. Las deliberaciones duraron dos días, y finalmente concluyeron en la firma del acuerdo de San Nicolás, que otorgaba a Urquiza el directorio provisorio de la Confederación y convocaba para agosto a la realización de la Convención Constituyente, a la que cada una de las provincias enviaría dos representantes. Además de las provincias directamente representadas —Entre Ríos, por Urquiza; Buenos Aires, por López y Planes; Corrientes, por Benjamín Virasoro; Santa Fe, por Domingo Crespo; Mendoza, por Pascual Segura; San Juan, por Nazario Benavídez; San Luis, por Pablo Lucero; Santiago del Estero, por Manuel Taboada; Tucumán, por Celedonio Gutiérrez; y La Rioja, por Manuel Vicente Bustos— se atuvieron al acuerdo Catamarca, que designó a Urquiza como su representante, y Córdoba, Salta y Jujuy, que lo ratificarían posteriormente.
La oposición porteña no se haría esperar; enfrentándose a López y Planes, a quien consideraban urquicista, Alsina, Bartolomé Mitre, Vélez Sársfield e Ireneo Portela denunciaron el acuerdo, alegando que no se habían dado a López atribuciones para firmarlo, que el mismo vulneraba los derechos de la provincia, y que por su intermedio se otorgaban poderes despóticos a Urquiza. Los debates al respecto —conocidos como las jornadas de junio— fueron vehementes, y concluyeron con la renuncia de López y Planes el 23 de junio de 1852. La Legislatura eligió para reemplazarlo a Manuel Guillermo Pinto, pero Urquiza hizo uso de las facultades de que lo dotaba el acuerdo para intervenir la provincia, disolver su legislatura y reponer a López al frente. Cuando este volviera a renunciar, Urquiza asumió personalmente el gobierno, nombrando un consejo de estado de 15 miembros como cuerpo deliberante.

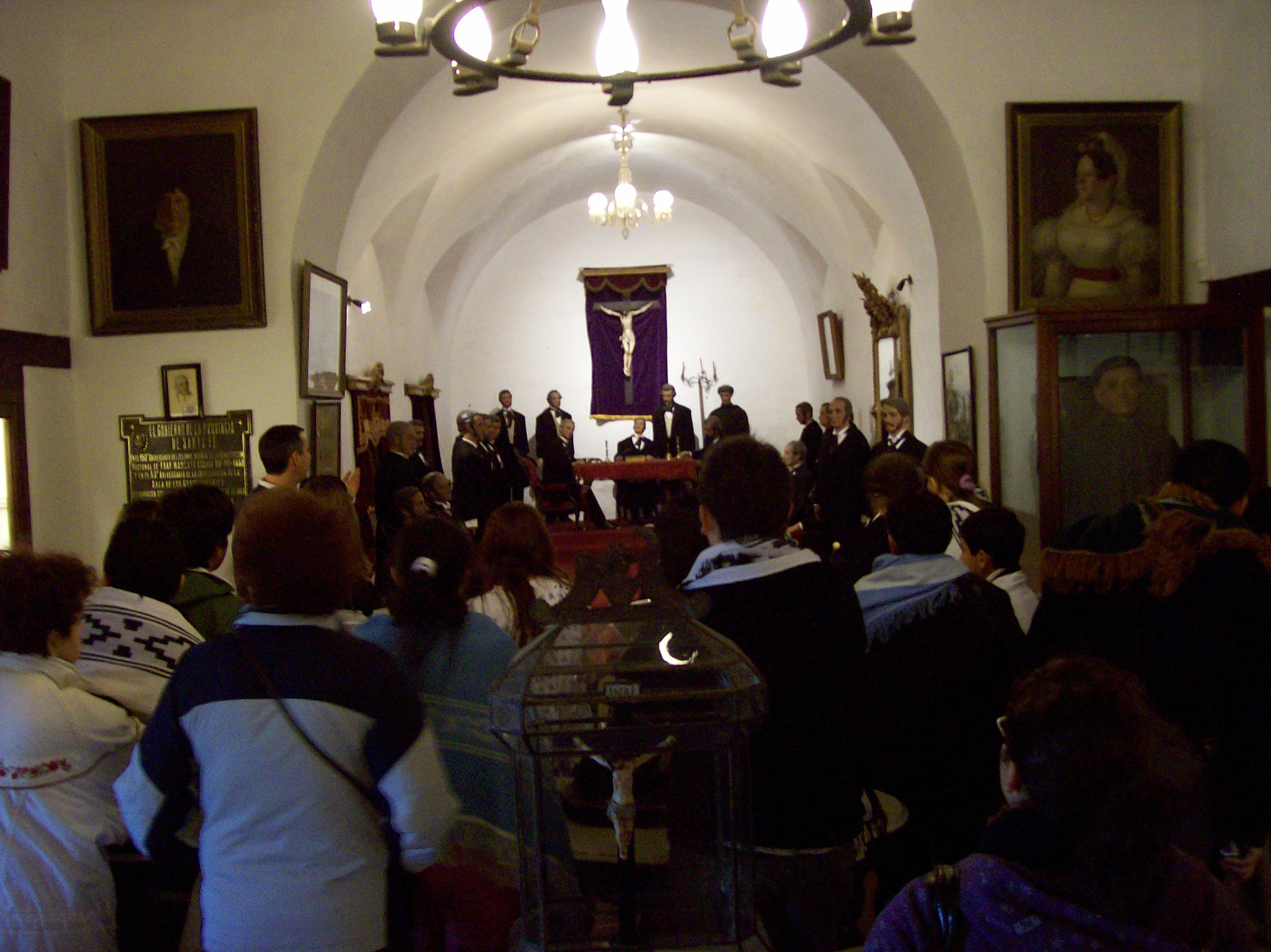
Museo y Salón de la Jura de la Constitución, Santa Fe, Argentina.

El control personal de los asuntos por Urquiza duró hasta septiembre, cuando este partió a Santa Fe para las sesiones de la Convención Constituyente, junto con los diputados electos Salvador María del Carril y Eduardo Lahitte, dejando al general José Miguel Galán como gobernador provisorio. Tres días más tarde, el 11 de septiembre, Mitre, Alsina y Lorenzo Torres se alzaron contra las tropas de Galán y restauraron la Legislatura. El 22 del mismo mes revocarían su adhesión al acuerdo, rechazarían la autoridad de Urquiza y enviarían al general José María Paz para intentar extender la revuelta al interior; no lo lograron, pero el amplio apoyo con que contaban hizo desistir a Urquiza de su intención de reprimir la revuelta, e intentó negociar con los sublevados, enviando a Federico Báez para tratar con ellos.
Los porteños retiraron sus diputados de la Asamblea, e instaron a las provincias a hacer lo propio. Frente a la negativa de los gobiernos provinciales, Alsina y Mitre prepararon fuerzas para atacar Entre Ríos, Santa Fe y Córdoba, con el objeto de debilitar la posición de Urquiza y cuestionar su legitimidad. El 21 de noviembre un ejército a las órdenes de Juan Madariaga intentó tomar por asalto la ciudad de Concepción del Uruguay, pero fue rechazado por la guarnición encabezada por Ricardo López Jordán, que notificó a Urquiza de la situación; el fracaso de Madariaga desbarató el intento de Paz de avanzar sobre Santa Fe, y la intención de Mitre de ganar para su causa al correntino Pujol para atacar Entre Ríos se vio frustrada por la adhesión de este a Urquiza. Sin los representantes porteños, pero con el acuerdo de las provincias, la Convención comenzó a sesionar en noviembre de 1852.

## Los constituyentes
El tratado de San Nicolás fijaba el principio de representación igualitaria para cada una de las provincias de la Confederación, enviando cada una dos diputados. Este fue uno de los puntos de ruptura con Buenos Aires, la más populosa de las provincias, que pretendía la aplicación de la proporcionalidad por habitantes; de aplicarse este criterio, Buenos Aires hubiera contado con 18 constituyentes, y se hubiera necesitado la casi unanimidad en su contra para oponerle exitosamente las pretensiones del interior. Los pactantes de San Nicolás, sin embargo, habían preferido dar igual peso a los criterios del marginado interior.
Las diferencias provinciales dieron lugar a constituyentes de extracción muy variada; varios de ellos no pertenecían a la profesión legal, habiendo militares, religiosos y literatos. Algunos se habían exiliado durante el gobierno de Rosas, mientras que otros habían mantenido actividad política durante este período. Las diferencias se expresarían en los principales diferendos acerca del diseño constitucional, que radicarían sobre todo en la cuestión religiosa y en la actitud a tomar frente al problema porteño.
Tras el retiro de los diputados porteños, Salvador María del Carril y Eduardo Lahitte, siguiendo órdenes de los insurrectos porteños, la composición de la Convención quedó conformada por:
- el abogado cordobés Juan del Campillo (por su provincia);
- el sacerdote catamarqueño Pedro Alejandrino Centeno (por su provincia);
- el jujeño José de la Quintana (por su provincia);
- el sanjuanino Salvador María del Carril (por su provincia);
- el mendocino Agustín Delgado (por su provincia);
- el abogado cordobés Santiago Derqui (por su provincia);
- el correntino Pedro Díaz Colodrero (por su provincia);
- el brigadier general correntino Pedro Ferré (por Catamarca);
- el sanjuanino Ruperto Godoy (por su provincia);
- el abogado santiagueño José Benjamín Gorostiaga (por su provincia);
- el porteño Juan María Gutiérrez (por Entre Ríos);
- el abogado salteño Delfín B. Huergo (por San Luis);
- el sacerdote santiagueño Benjamín Lavaisse (por su provincia);
- el santafesino Manuel Leiva (por su provincia);
- el abogado puntano Juan Llerena (por su provincia);
- el abogado cordobés Regis Martínez (por La Rioja);
- el abogado jujeño Manuel Padilla (por su provincia);
- el fraile dominico tucumano José Manuel Pérez (por su provincia);
- el entrerriano José Ruperto Pérez (por su provincia);
- el abogado santafesino Juan Francisco Seguí (por su provincia);
- el abogado y médico correntino Luciano Torrent (por su provincia);
- el abogado mendocino Martín Zapata (por su provincia);
- el abogado tucumano Salustiano Zavalía (por su provincia);
- el doctor en derecho salteño Facundo Zuviría (por su provincia).

Varios de los constituyentes no eran nativos de las provincias que representaban, y otros de ellos habían dejado de residir en ellas hacía tiempo; los porteños opositores a la celebración de la Convención los motejaron de alquilones. La historiografía revisionista ha enfatizado ese punto para sugerir que los congresistas fueron escasamente representativos de los pueblos provinciales, y ciertamente la extracción de los mismos no era precisamente popular, componiéndose sobre todo de intelectuales y juristas. Sin embargo, desde otro punto de vista se los excusa por considerarse que la mayoría de ellos habían tomado el camino del exilio por diferendos políticos con el gobierno de Rosas o los demás gobernadores federales.
El presidente de la Convención fue el abogado Zuviría, doctor por la Universidad de Córdoba, que había participado en la redacción de la primera Constitución de su provincia el 9 de agosto de 1821. A la inauguración de las sesiones, el día 20 de noviembre —realizada por el gobernador de Santa Fe, Domingo Crespo, ya que Urquiza se hallaba en el frente— Zuviría destacó las dificultades a las que se enfrentaba la Convención, en especial el enfrentamiento armado con Buenos Aires y la falta de antecedentes constitucionales, que hacía necesario un trabajo previo de elaboración de material. De la opinión contraria era el santafesino Manuel Leiva, que argumentó la urgencia de un ordenamiento. La deliberación fue enconada, pero la alternativa de Leiva contó con el apoyo de la mayoría.

## Elaboración del texto constitucional
La comisión encargada de la redacción del proyecto no tardó en reunirse; la componían Leiva, el porteño Juan María Gutiérrez (diputado por Entre Ríos), el abogado santiagueño José Benjamín Gorostiaga, y los correntinos Pedro Díaz Colodrero y Pedro Ferré (este último diputado por Catamarca).
Aunque las provincias contaban ya con constituciones a las que podría haberse recurrido como modelo, éstas se juzgaron inconvenientes para tratar los problemas propios de la organización nacional; las constituciones provinciales eran en su mayoría unitarias, y los constituyentes abogaban unánimemente por la conveniencia de adoptar una forma federal de organización. Los modelos a los que se acudió a ese efecto eran las pocas constituciones a la sazón vigentes: la de Estados Unidos de 1787, la gaditana de 1812, la suiza de 1832, las chilenas de 1826 y de 1833, y las constituciones republicanas de Francia de 1783 y 1848, pero sobre todo la obra de Juan Bautista Alberdi —exiliado en Chile—, que había remitido a Juan María Gutiérrez un proyecto de constitución en julio, a pedido de sus amigos. Con todo, la base para la organización del texto fue la constitución unitaria de 1826 de Rivadavia, a la que se adaptó a la forma federal sin alterar buena parte de su articulado.
Gutiérrez y Gorostiaga, dentro de la Comisión de Negocios Constitucionales, fueron quienes estuvieron efectivamente al frente de la redacción del anteproyecto. Gutiérrez había ya tenido mano en él a través de su correspondencia con Alberdi, a quien había sugerido que incorporase a la segunda edición de sus Bases un proyecto desarrollado, para facilitar la tarea de los constituyentes; el grueso de la labor quedó en manos de Gorostiaga, a quien ocupó desde el 25 de diciembre hasta mediados de febrero la tarea. Gorostiaga recurrió a la Constitución de los Estados Unidos —en una lamentable traducción, obra del militar venezolano Manuel García de Sena, la única de la que se disponía en América por ese entonces—, a Alberdi y a la constitución del '26, sobre todo. De esta última recogió las secciones sobre las garantías individuales, sobre la composición del poder legislativo y parte de las competencias del poder ejecutivo.
Una vez acabado el texto, sin embargo, topó con la resistencia de los tres decanos de la Comisión, Leiva, Díaz Colodrero y Ferré. Las discusiones al respecto se centraron en dos puntos, particularmente arduos en el contexto nacional del momento: la condición de la ciudad de Buenos Aires, y el estatus de la Iglesia católica en el estado. La composición de la comisión, poco representativa del conjunto de los congresistas, tuvo que modificarse en la sesión del 23 de febrero para que el proyecto pudiera darse a trámite. Sin embargo, hubo una demora interina de otros dos meses, debida a la situación política; el 9 de marzo Ferré y Zuviría, que habían sido enviados a parlamentar con los insurrectos porteños, habían pactado con estos la reincorporación de los diputados de Buenos Aires a la Convención, con una representación ajustada a su población. Las tratativas, sin embargo, no llegaron a buen puerto; tras una larga espera, el 15 de abril Urquiza dio orden de reiniciar las sesiones, y tratar el tema expresamente de modo de tener el texto listo en mayo.
La proximidad del texto constitucional al modelo estadounidense no fue del agrado de todos los congresistas; Zuviría leyó, en la inauguración de las sesiones el 20 de abril, un largo memorial contra la aplicación indiscriminada de principios foráneos a un país cuya forma de organización, afirmaba, no estaba habituada a ella. Proponía, en cambio, llevar a cabo un estudio sobre las instituciones locales y emplearlo como base. Junto con fray Pérez, el presbítero Centeno y Díaz Colodrero, fueron los únicos en votar en bloque en contra del anteproyecto. El resto de los congresistas, tanto por razones ideológicas como por la urgencia política que les suponía el dictado del texto, se plegó por el contrario a la iniciativa de la Comisión. El texto se trataría en los diez días siguientes.
El boicot emprendido por los porteños había encendido la ya tradicional enemistad entre capital e interior, azuzada durante los años del rosismo por la mano de hierro con que se había gobernado el país en favor del campo porteño. Uno de los puntos más controvertidos era el ingreso aduanero, que —siendo Buenos Aires el principal puerto de aguas profundas del país, y el único con tráfico activo de mercaderías con Europa— se recaudaba en su casi totalidad en esa ciudad. La renuencia a ceder los cuantiosos importes así recaudados a las finanzas nacionales había sido uno de los principales puntos de controversia entre Urquiza y la oligarquía porteña; del mismo modo, enfrentaba de manera profunda los intereses económicos de los comerciantes de la ciudad, comprometidos con el libre ingreso de mercancías, y las artesanías del interior, que requerían protección para estimular su desarrollo.
El grueso de los convencionales —en especial Gorostiaga y Gutiérrez— abogó por extremar las medidas tendientes a acabar con la hegemonía porteña, federalizando el territorio de la ciudad de Buenos Aires y separándola así de los intereses de la provincia. Mientras el grupo de los moderados, encabezado por Zuviría y Roque Gondra, estimaba que la declaración constitucional de la capitalidad no resultaba conveniente, pues alienaría a los porteños e impediría la negociación de su reincorporación pacífica a la Confederación, la facción mayoritaria sostenía que la oportunidad de exponer las razones de los porteños había sido abrogada al retirar sus diputados, y que la voluntad constituyente no debería arredrarse por la necesidad de tomar las armas contra la propia capital de ser ello necesario para el futuro bien del país.
Las negociaciones fueron arduas, y concluyeron en una solución de compromiso, por la cual la capitalidad de Buenos Aires se hacía explícita en el artículo 3º, pero sujetándola a una ley especial, que se aprobó conjuntamente con la Constitución, de tal manera de permitir su modificación de manera más flexible. Sin embargo, la afirmación de la soberanía de la Convención sobre el territorio bonaerense y porteño se hacía explícita, tanto en el artículo 3º como en el 32.º, 34º y 42.º, que disponían la elección de senadores y diputados por la capital, el 64.º que estipulaba para el Congreso Nacional la exclusividad de la legislación en el territorio capitalino, el 78.º que mandaba la elección de electores presidenciales por la capital, el 83.er que concedía al Presidente de la Nación la jefatura inmediata de la capital, y el 91.º que fijaba allí la residencia de la Corte Suprema de Justicia de la Nación. La ley de capitalidad finalmente aprobada fijaba prescripciones para el caso de que fuera imposible fijar inmediatamente la capital en Buenos Aires —como de hecho sucedió.
Otro punto arduo fue el de la libertad de culto, a la que un grupo —los llamados montoneros, pocos pero influyentes, capitaneados por el presbítero Centeno y fray Pérez, además de Zuviría, Leiva y Díaz Colodrero— se opuso vehementemente. Los argumentos abarcaron desde lo teológico-jurídico, como en el caso de Centeno, que afirmaba la contrariedad de la libertad de cultos con el derecho natural, hasta lo pragmático-histórico, como en el caso de Díaz Colodrero y Ferré, que observaron que la observancia de otros cultos podría irritar al pueblo y fomentar la aparición de nuevos caudillos que se hiciesen portavoces de la tradición oponiéndose al marco constitucional. Por el contrario, los convencionales más influidos por Alberdi y las ideas de la generación del '37 abogaron por la libertad de cultos, señalando que esta favorecería la inmigración, simplificaría las relaciones con otros Estados —como las fijadas en el tratado con el Reino Unido de 1925— y, en especial en la intervención de Lavaysse, que no era materia de legislación la conciencia, sino solo los actos públicos. El sector liberal prevaleció por 13 votos contra 5, pero la discusión se arrastró a la abolición de los fueros religiosos, a la obligación de profesar la religión católica para los funcionarios del Estado, y a la conversión de los aborígenes. Finalmente, cedieron a los montoneros la exigencia de que el presidente profesase el catolicismo, que se mantendría hasta la reforma de 1994.
El (por entonces) coronel Hilario Lagos, bajo las órdenes de Urquiza, sitió la ciudad de Buenos Aires desde el 7 de diciembre de 1852 hasta julio de 1853, frustrando la intención de los porteños, liderados por Mitre, de disolver el Congreso de Santa Fe, posibilitando así la labor de los constituyentes y la sanción de la Constitución.

## La Constitución

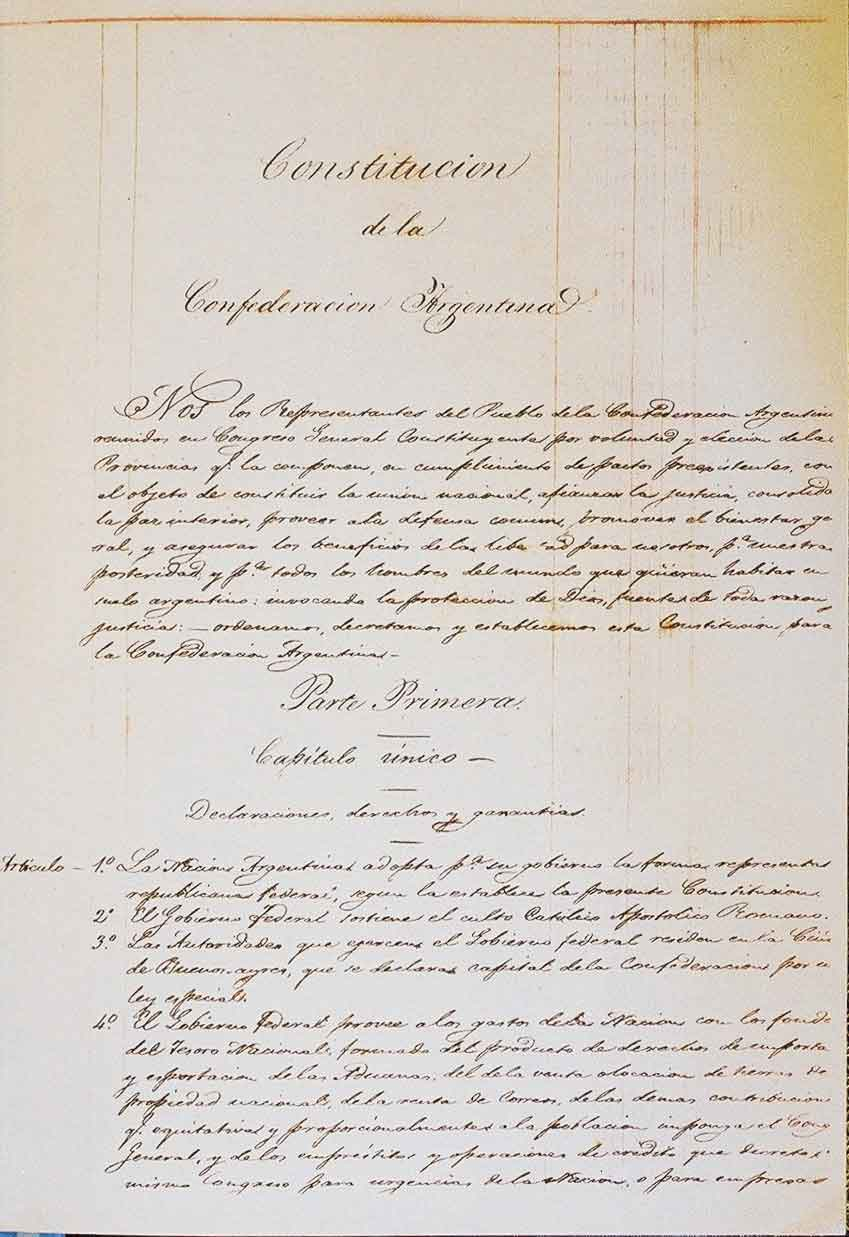
Portada del manuscrito original de la Constitución de 1853.

El texto finalmente sancionado estaba compuesto de un preámbulo y 107 artículos, organizados en dos partes: una acerca de los derechos de los habitantes, y una acerca de la organización del gobierno. La constitución de la Confederación Argentina se inicia con el siguiente Preámbulo que enumera los fines generales de la Constitución:

### Preámbulo
La Constitución de la Confederación Argentina se inicia con el preámbulo, parcialmente traducido del preámbulo de la Constitución de los Estados Unidos:

Nos, los representantes del pueblo de la Confederación Argentina reunidos en Congreso General Constituyente por voluntad y elección de las provincias que la componen, en cumplimiento de pactos preexistentes, con el objeto de constituir la unión nacional, afianzar la justicia, consolidar la paz interior, proveer a la defensa común, promover el bienestar general, y asegurar los beneficios de la libertad para nosotros, para nuestra posteridad y para todos los hombres del mundo que quieran habitar en el suelo argentino; invocando la protección de Dios, fuente de toda razón y justicia: ordenamos, decretamos y establecemos esta Constitución para la Confederación Argentina.

Entre las diferencias con el de los Estados Unidos, este preámbulo comienza anunciando que los constituyentes son los «representantes del pueblo», mientras que aquel adjudica el poder constituyente al pueblo mismo; explica que la reunión del Congreso Constituyente es hecha por voluntad de las provincias, y no de la nación; alude a los pactos preexistentes que condicionaron su sanción; se propone «constituir la unión nacional», mientras aquel se propone «formar una unión más perfecta»; inversamente, se pretende «afianzar la justicia», mientras que en aquel se pretende establecerla; se aseguran los beneficios de la libertad para todos los argentinos y también para «todos los hombres del mundo que quieran habitar el suelo argentino»; y se invoca la protección de Dios.
Dicho Preámbulo tiene valor interpretativo para la doctrina constitucional argentina, y hace referencia a los fines perseguidos por el Estado Federal. Es también una manifestación de fe en el pueblo, a quien se reconoce ser fuente del poder constituyente: «...los representantes del pueblo de la Confederación Argentina». Se reconoce la preexistencia histórica de las provincias argentinas, principales organizadoras
del régimen federal.
Son seis los fines que persigue el Estado Federal según el Preámbulo, a saber:
1. Afianzar la justicia: el Congreso tiene la capacidad de introducir las formas de legislación necesarias para que el reconocimiento de los derechos y el ejercicio de los poderes, reconocidos por la Constitución Nacional y las leyes, se haga con equidad y sin discriminación.
2. Constituir la unión nacional: formar un Estado Nacional sólido y con la suficiente autoridad como para hacerse cargo de las atribuciones delegadas por las provincias.
3. Consolidar la paz interior: es el fortalecimiento de la soberanía popular y sus instituciones, y evitar el enfrentamiento entre los argentinos.
4. Proveer a la defensa común: aquí no se alude ní prioritariamente a la defensa bélica, aunque la comprende, es verdad que también la extiende, pues el adjetivo «común» indica que debe defenderse todo lo que hace al conjunto social, lo que es común a la Comunidad. Esto comprende, en primer lugar, a la defensa de la Constitución Nacional, las provincias, la población, los valores, el estado de derecho, el federalismo, etc.
5. Promover el bienestar general: es la preocupación por constituir un país que garantice un nivel de vida decente para de la población. La Corte Suprema de la Nación Argentina ha dicho que el bienestar general del preámbulo, es sinónimo del «bien común» de la filosofía clásica.
6. Asegurar los beneficios de la libertad: esta libertad extensible a «todos los hombres del mundo que quieran habitar suelo argentino» encierra el concepto de dignidad humana obligando a la sociedad y al Estado a crear la posibilidad cierta y real de que el individuo desarrolle en plenitud su personalidad y derechos.

El preámbulo estaba destinado a aseverar la legitimidad de la Constitución, sintetizando el programa legislativo y político de los constituyentes. Para despejar las dudas acerca de sus intereses, recuerda que el dictado de la Constitución obedecía a «pactos preexistentes», suscritos por las autoridades provinciales; afirmaba el proyecto de garantizar la unidad y la paz interior, y la formación de un frente común hacia el extranjero; señalaba el expreso objetivo de poblar el territorio, en un sentido alberdiano, ofreciéndose a todos los hombres del mundo que quieran habitar en el suelo argentino; para terminar invocando la inspiración de Dios, en una fórmula aceptable tanto para todas las religiones y los deístas ilustrados.

### Declaraciones, Derechos y Garantías
Los 33 artículos de la parte primera, titulada Declaraciones, Derechos y Garantías, establecían los fundamentos del régimen político; es en esta sección en que la diferencia con la Constitución de 1826 se hace más patente. Introducía formalmente la división de poderes del régimen republicano, la participación representativa y el federalismo; fijaba el establecimiento de una capital federal, la autoridad de cada una de las provincias para establecer su propia constitución, la autonomía de éstas en sus asuntos internos salvo en caso de insurrección o de ataque exterior, la unidad judicial, aduanera y policial del país; y establecía los derechos fundamentales de los ciudadanos.
En consonancia con las disposiciones de la Asamblea del año XIII, que había decretado la libertad de vientres, la Constitución abolía la esclavitud, los mayorazgos y las prerrogativas de nobleza, fijando la igualdad jurídica. La protección de la ley se extendía a todos los habitantes del país, no solo a los ciudadanos, como medio para fomentar el asentamiento; el artículo 20º lo declaraba expresamente, y el 25º declaraba expresamente la promoción oficial de la inmigración europea.
Los derechos expresamente reconocidos se recogieron principalmente en el artículo 14.º, que instituía la libertad de trabajo, de navegación, de comercio, de residencia y viaje, de prensa, de asociación, de culto, de enseñanza y de petición a las autoridades. Otros artículos detallaban además la protección de la propiedad privada, la inviolabilidad del domicilio, la persona y el correo, y la libertad total en los asuntos privados.
Varias de las declaraciones de la primera parte estaban directamente relacionadas con las finanzas nacionales, y con el desafío al predominio naval porteño. El artículo 4º nacionalizaba la renta aduanera, el 9º y 10º reservaban al gobierno federal el cobro de derechos y eliminaban las barreras internas, y el 11º, 12º y 26º declaraban la libertad de tránsito.
El artículo 29º, finalmente, transmitía en las disposiciones constitucionales la historia reciente, prohibiendo la concesión de la suma del poder público —la fórmula con que se había consagrado el segundo gobierno de Rosas— a cualquier funcionario.

### Organización del gobierno
De acuerdo al régimen republicano, los 76 artículos de la parte segunda reglamentaban la división del gobierno en tres poderes: ejecutivo, legislativo y judicial. Solo los últimos 7 breves artículos estaban dedicados a la organización de los gobiernos provinciales, en vista de que el régimen de cada uno de estos debería darse por una constitución propia.

#### El Poder Legislativo
Los artículos 32.º al 63.º contienen las disposiciones relativas al poder legislativo. El titular de este es el Congreso de la Nación Argentina, compuesto por una Cámara de Diputados, que representa directamente al pueblo argentino, y un Senado, integrado por los representantes de las provincias y de la capital. En el proyecto de Alberdi se afirmaba explícitamente que cada diputado representaría a la entidad política que lo había elegido —la provincia— y no directamente al pueblo, pero esta aclaración no se incorporó al texto de Santa Fe.
Los senadores se elegirían equitativamente para cada provincia y la capital federal, dos para cada una de ellas, con un voto cada uno. Los diputados, a su vez, responderían proporcionalmente al número de habitantes de las provincias y la capital federal, considerados a ese efecto distritos electorales. La constitución no reconocía de modo alguno la existencia de partidos políticos, un hecho natural en vista de la incipiente organización del país en ese sentido.
Las incompatibilidades en el ejercicio de la función legislativa se extendían al ejercicio del sacerdocio regular, en vista de la norma de obediencia que vincula al clero con sus superiores, y al empleo en el poder ejecutivo, como ministro o en otro cargo, salvo autorización especial. La constitución dictaba expresamente que la tarea legislativa debería ser remunerada.
Para evitar la interferencia del ejecutivo en la actividad del Congreso, los legisladores gozaban de inmunidad ante interrogación judicial por lo expresado en su función, y no podían ser arrestados salvo in flagrante delicto; solo la propia cámara estaba facultada para revocar estos privilegios y dar curso a la investigación de un juez competente.
Cada cámara era único juez acerca de la elección, derechos y títulos de sus miembros; estaba a cargo de la elaboración de su reglamento interno, y de la sanción de las conductas de sus miembros en caso de desorden o inhabilidad. Para sesionar, las cámaras requerían un quorum de la mayoría absoluta de sus miembros, aunque un número menor tenía derecho a compeler a la presencia de los ausentes. Mayoría especial se requería para las reformas constitucionales y los reglamentos. Las cámaras estaban facultadas para interpelar a los ministros del poder ejecutivo, convocándolos a presentarse frente a ellas.
Ambas cámaras disponían de iniciativa en materia legislativa, con unas pocas excepciones. La aprobación de los proyectos debía darse separadamente por cada cámara; el rechazo de una implicaba el archivo de la iniciativa durante el resto del año, y las correcciones o enmiendas introducidas por la cámara revisora implicaba su regreso a la cámara de origen para una nueva votación. Aprobadas, las leyes se entregaban al poder ejecutivo para su promulgación; aunque este contaba con facultad de veto, parte de su función colegislativa, la insistencia de dos tercios de los miembros de ambas cámaras obligaba al ejecutivo a promulgarla sin reparo posible. La fórmula El Senado y la Cámara de Diputados de la Confederación reunidos en Congreso, decretan o sancionan con fuerza de ley era preceptiva en la redacción de las leyes.
Las sesiones ordinarias del Congreso, reunido excepcionalmente en una sola cámara, llamada Asamblea Legislativa, tenían inicio con presencia del presidente el primero de mayo de cada año, y abarcaban el período hasta el treinta de septiembre. La figura de las sesiones preparatorias comprende la incorporación de los electos, y las de prórroga las dispone la propia cámara o el presidente, para finalizar los temas inconclusos al cierre del ciclo ordinario. El presidente puede llamar también a sesiones extraordinarias, en las que fija un temario de urgencia en período de receso.

##### La Cámara de Diputados
La cantidad de diputados se fijó en uno por cada 20 000 habitantes, o fracción no inferior a 10 000; se autorizó expresamente que por ley del Congreso estas cifras se ajustaran después de cada censo, aunque solo al alza.
Una cláusula transitoria, en el artículo 34.º, indicaba un mínimo de dos diputados por provincia, independientemente de su población; asignaba a la capital federal, a la provincia de Buenos Aires y a la provincia de Córdoba seis diputados cada una, cuatro a las de Corrientes y Santiago del Estero, tres a las de Tucumán, Salta, Catamarca y Mendoza; y dos a Santa Fe, San Juan, Entre Ríos, La Rioja, San Luis y Jujuy. Dada la ausencia de los representantes porteños, hasta 1866 la Cámara contaría con 38 representantes. Por otra parte, los habitantes de los territorios nacionales carecieron del derecho a votar representantes hasta la década de 1950.
Los requisitos para la elección de diputados eran los veinticinco años de edad, y al menos cuatro de ostentar la nacionalidad argentina; el requisito de ser natural o residente continuado de la provincia por la cual se lo elige no se añadiría hasta la reforma de 1860. La propuesta de De Ángelis de requerir el ejercicio de una profesión liberal o la tenencia de tierras fue finalmente rechazada. Según la socióloga Hilda Sábato, la Constitución Nacional establecía implícitamente el voto universal de hombres adultos, criterio que siguió la primera ley nacional electoral, la n°140 de 1857, estableciendo el voto cantado no obligatorio sólo para hombres. Con una interpretación diferente, la justicia estableció en 1911 que la Constitución consagraba el derecho a votar tanto para hombres como para mujeres, habilitando a la ciudadana Julieta Lanteri a ejercer su derecho constitucional al votar.
El mandato de los diputados duraba cuatro años, con posibilidad de reelección; la renovación de la cámara se haría por mitades, cada dos años; una disposición transitoria fijaba que se sortearía entre los primeros electos quiénes dispondrían solo de dos años de mandato, una práctica lamentablemente repetida en otros momentos de la historia nacional tras la disolución del Congreso por los gobiernos militares.
La elección de los diputados según la Constitución debía efectuarse «a simple pluralidad de sufragios». La interpretación de esta ambigua frase fue fuente de disputas en lo sucesivo, pero hasta 1912 predominó la doctrina que indicaba que la lista ganadora por mayoría o primera minoría designaba a la totalidad de los diputados. Leyes posteriores establecieron el sistema de voto uninominal y por circunscripciones, fijado en la ley n.º 4161/02; de «voto restringido», fijado en la ley n.º 8871/12, conocida como Ley Sáenz Peña, por la cual la mayoría (o primera minoría) contaría con dos tercios de los escaños, cediéndose el resto a la formación inmediatamente sucesiva en orden de votos; nuevamente de voto uninominal por la ley n.º 14032/51; y finalmente el sistema proporcional D'Hont.
A la Cámara de Diputados, representante del pueblo, correspondía en exclusiva la iniciativa en las leyes sobre conscripción y reclutamiento de tropas, y sobre temas impositivos, así como la fiscalía en instancias de juicio político contra las autoridades de los tres poderes de la Nación y los gobernadores provinciales, en las que el Senado oficiaría de corte. Para la iniciación de juicio político, las dos terceras partes de los diputados deberían refrendar la petición presentada por uno de sus miembros.

##### El Senado
La elección de los senadores, representantes de las entidades provinciales, correspondía a las Legislaturas de las que las provincias se dotaran, así como a la de la Capital Federal; el régimen de elección se asimilaba al del presidente y vice, a través de un colegio electoral compuesto por electores votados directamente por el pueblo. La duración de su mandato se fijaba en nueve años, con posibilidad de renovación indefinida, renovándose la cámara por tercios en períodos trienales. Hasta 1860 26 senadores, los de las 13 provincias excluidas Buenos Aires y la capital, conformaron la Cámara.
Los requisitos para la elección en el cargo son los treinta años de edad y seis de ciudadanía argentina; el requisito de ser natural o residente continuado durante dos años de la provincia por la cual se lo elige no se añadiría hasta la reforma de 1860. Además, se exigió la disposición de una renta anual de dos mil pesos fuertes o su equivalente; estudios históricos fijan este ingreso en el correspondiente a 33 kg de oro de buena ley. La convención debatió arduamente este punto, pero fue aprobado. Sin embargo, la falta de provisiones para su actualización llevaría eventualmente a su desuso. La presidencia del Senado correspondía al vicepresidente de la Confederación, dotado de voto solo en caso de empate. Hasta la década de 1940, la renta anual estaba fijada en 12 kg oro.
Esta organización, pese al rasgo oligárquico que significaba la exigencia de una renta mínima, difería en mucho del proyecto unitario de 1819, que estipulaba un senador por provincia, a los que sumaba tres por el Ejército, tres por la Iglesia Católica, uno por cada universidad y los exdirectores a partir de la finalización de su cargo. Se aproximaba mucho más al proyecto alberdiano, que fijaba un titular y un suplente por cada provincia.
El Senado contaba con competencia exclusiva en las iniciativas de reforma constitucional, y con la función judicial en las instancias de juicio político. Aunque no compartía, como en la constitución de los Estados Unidos en que se inspiró estrechamente su organización, las facultades de política exterior con el presidente, este necesitaba su acuerdo para la declaración del estado de sitio, y solo podía ausentarse con su permiso del territorio de la capital federal. Prestaba acuerdo también en las designaciones de los ministros de la Corte Suprema y los tribunales federales, de los ministros, y de los altos cargos del Ejército y la Armada, así como en los concordatos con la Santa Sede.

##### Ejercicio transitorio del Poder Legislativo
Las primeras leyes dictadas en vigencia de la Constitución no fueron obra del Congreso, sino de la propia convención constituyente, a la que el acuerdo de San Nicolás habilitaba para ello. Entre las leyes que dictó estuvieron la de capitalidad de Buenos Aires, la de tarifas aduaneras, la de libre navegación y el estatuto de haciendas.

#### El Poder Ejecutivo
Los artículos 71.º a 90.º contenían las estipulaciones relativas al poder ejecutivo. El titular del mismo era unipersonal, y llevaba el título de Presidente de la Confederación Argentina. Un vicepresidente, electo conjuntamente con él, lo supliría en caso de ausencia, inhabilidad o renuncia.
Los requisitos para la elección como presidente eran similares a los exigidos para los senadores; se les añadía la condición de nativo, o de ser hijo de uno en caso de haber nacido fuera del territorio nacional, y la práctica de la religión católica, única concesión a los montoneros. Su mandato se extendería por un período de seis años, sin posibilidad de reelección hasta que un período completo hubiese pasado; ninguna causa permitía la extensión del mismo más allá de los seis años cumplidos desde la fecha original de asunción.
El procedimiento para la elección presidencial era indirecto; el electorado de cada provincia escogería un número de delegados, igual al doble de la cantidad total de diputados y senadores que se eligiesen por la misma. Los electores de cada provincia votarían discrecionalmente a los candidatos que juzgasen más convenientes, y remitirían copia sellada de su resolución al Senado de la Nación; una vez recibidas todas las listas, la Asamblea Legislativa realizaría el escrutinio de las mismas. De haber como resultado mayoría absoluta de un candidato, la proclamación sería automática. En caso de no contar ninguno con la misma, la Asamblea Legislativa elegiría inmediatamente y a simple pluralidad de sufragios entre los dos candidatos más votados, o más en caso de haber empate en el primer o segundo puesto. En este último caso, de no haber candidato con mayoría absoluta en primera instancia, se realizaría balotaje entre los dos candidatos más votados en la primera vuelta. El quorum para esta elección era de tres cuartas partes de los congresistas.
De acuerdo al primer inciso del artículo 90.º, el presidente era la autoridad suprema de la Confederación, en lo que se denomina un régimen presidencialista: no respondía de sus acciones, dentro del marco impuesto por la Constitución, a ninguna autoridad superior, y no requería de la aprobación del Congreso para el ejercicio de las atribuciones que le competen. Era además el titular del poder ejecutivo de la ciudad designada capital federal, y el jefe de las fuerzas armadas.
El presidente gozaba de facultades colegislativas: además de la sanción y promulgación de las leyes dictadas por el Congreso, incluyendo la facultad de veto, estaba a su cargo la expedición de los reglamentos necesarios para la aplicación de la ley, llamados decretos, aunque respetando el espíritu original de la misma. La firma de tratados con otros estados estaba a su exclusivo cargo, así como la decisión de dar o no trámite a los documentos emitidos por el pontífice católico.
Como autoridad en materia de política exterior, es el encargado del nombramiento de embajadores y otros ministros destinados a la negociación con las potencias extranjeras; la elección y remoción de los titulares de embajada requería acuerdo senatorial —un vestigio de la influencia de la constitución norteamericana, en la que el Senado comparte con el presidente la potestad sobre las relaciones exteriores, sobre los convencionales—, pero la de los funcionarios de rango inferior estaba enteramente a su cargo. Por lo mismo, era la autoridad a cargo de la gestión de los asuntos militares, disponiendo del ejército, designando a los oficiales del mismo —con acuerdo del Senado, en caso de los puestos superiores del escalafón—, emitiendo patentes de corso, declarando la guerra o decretando el estado de sitio cuando su causa es el ataque de una potencia extranjera.
Su implicación con las tareas del Congreso no se limitaba a la promulgación de las leyes: estaba a cargo del presidente la apertura de las sesiones en Asamblea Legislativa, en la que comunicaba al mismo sus consideraciones acerca de su tarea, y la prórroga o convocatoria a sesiones fuera del período ordinario.
Con respecto al poder judicial, estaba a su cargo la designación de los jueces de los tribunales federales, para lo que requería el acuerdo senatorial; además, contaba con la facultad de indultar a los condenados por delitos de jurisdicción federal, salvo en casos de juicio político. No tenía la facultad de imponer condenas, pero sí de —en estado de sitio— decretar el arresto temporal o el traslado de personas, salvo que éstas prefiriesen abandonar el territorio nacional. Si no contaba con el acuerdo del Congreso al dictarlas, estas medidas caducaban automáticamente a los 10 días.
Como encargado de la administración nacional, le estaba encomendada la recaudación de la renta nacional y su aplicación, dentro del marco de la ley de presupuesto; tenía facultad para otorgar el goce de licencias o montepíos, y para recabar cualquier clase de información por parte de la administración nacional.
La Constitución fijaba como ayudantes del presidente a cinco ministros, elegidos por este, en carteras de Interior, de Relaciones Exteriores, de Hacienda, de Justicia, Culto e Instrucción Pública, y de Guerra y Marina. El refrendo ministerial era necesario para los decretos de gobierno. Los ministros estaban además obligados a dar informes al Congreso en la apertura de sesiones, y facultados a tomar parte en los debates de este, aunque sin voto. La tarea era incompatible con el ejercicio del poder legislativo nacional.

#### El Poder Judicial
La organización del poder judicial ocupa los artículos 91.º a 100.º; por su brevedad, la organización del mismo quedó en gran parte en manos de la legislación emitida por el Congreso, concerniendo la mayor parte del texto constitucional a la organización y atribuciones de la Corte Suprema de Justicia de la Nación.
El poder judicial quedaba íntegramente en manos de la Corte Suprema y de los tribunales inferiores por razón de materia en todo lo que concerniera a causas constitucionales, relativas a leyes federales o tratados internacionales, o a jurisdicción marítima. Explícitamente se prohibía el conocimiento del presidente en cuestiones judiciales. Por razón de actores, también eran competencia de los tribunales federales los asuntos entre vecinos de diferentes provincias, los que implicasen a diplomáticos extranjeros, y aquellos en los que el gobierno de una provincia o de la Confederación fuese parte. Los casos implicando a diplomáticos, provincias o los poderes de los gobiernos provinciales eran de competencia exclusiva de la Corte Suprema.
La Constitución estipulaba la reglamentación del juicio por jurado para los asuntos penales; el procedimiento nunca se reguló, sin embargo, y sigue pendiente de implementación aún en la Constitución actual, que conserva esa redacción.
El único delito que la Constitución detalla es el de traición contra la Confederación, definido como tomar las armas contra ella, o [...] unirse a sus enemigos prestándoles ayuda y socorro. La pena del mismo quedaba a decisión del Congreso, pero se prohibía expresamente la imposición de sanciones a otras personas que el delincuente mismo.

##### La Corte Suprema
La Corte Suprema de Justicia estaba compuesta por un tribunal de nueve jueces, además de dos fiscales. La sede de la misma estaría en la capital federal. Se exigía para el ministerio en ella el título de abogado, ocho años de ejercicio del mismo, y los requisitos exigibles a los senadores. Los ministros jurarían su cargo al presidente de la Corte —al de la Confederación excepcionalmente, en la primera conformación de la misma—, y serían irremovibles salvo en caso de inconducta. La remuneración por sus servicios se fijaría por ley, pero no podría reducirse mientras estuvieran en funciones. La determinación del reglamento de la Corte estaría a cargo de la misma.
La Corte definida por la Constitución de 1853 nunca llegó a asumir, aunque Urquiza designó en 1854 a los integrantes de la misma, entre los que se contaron Facundo Zuviría, José Roque Funes y Martín Zapata. Tras la reforma de 1860, el número de integrantes pasó a ser fijado por ley del Congreso.

#### Los gobiernos de provincia
Los últimos siete artículos de la Constitución detallan el régimen de los gobiernos provinciales. La organización de los mismos queda solo sujeta a las estipulaciones que las Constituciones provinciales fijen, sustrayéndose por entero de la órbita del gobierno federal. Asimismo, conservan todas las facultades que por la Constitución no hayan delegado expresamente en el gobierno central; los artículos 105.º y 106.º hacen explícitas las competencias que corresponden solo a la autoridad central, que incluyen la legislación sobre comercio y navegación; la imposición de aduanas o derechos de tonelaje; la emisión de moneda, salvo por delegación del gobierno central; la fijación de los códigos civil, de comercio, penal y de minería; legislar sobre ciudadanía; armar tropas de guerra; ni interactuar directamente con las potencias extranjeras, incluyendo la Santa Sede. Las acciones bélicas entre provincias o entre una provincia y el estado federal son ilegítimas, debiendo solucionarse todo conflicto en este sentido por la Corte Suprema de Justicia. A las provincias se faculta expresamente para promover, dentro del marco de la legislación federal, el desarrollo de sus propios territorios.
El régimen resultante era expresamente de un marcado federalismo; era ésta una de las razones por las que Buenos Aires se negó a suscribirlo, rechazando ponerse a la altura de lo que los legisladores porteños habían calificado burlonamente de trece ranchos. La incorporación de Buenos Aires a la Confederación exigiría, en su momento, suspender la capitalización de la misma, y la reserva de los derechos de aduana. Efectivamente ello implicó que durante varias décadas el presidente de la Nación conviviera, en un difícil contubernio, con un gobernador de Buenos Aires que era el jefe directo de toda la administración que lo rodeaba, y que su poder quedara empantanado en burocracia. La federalización de Buenos Aires no tendría lugar efectivo hasta 1880, cuando la Liga de Gobernadores encabezada por Julio Argentino Roca impondría por las armas a los porteños de Bartolomé Mitre la decisión. Sin embargo, para ese entonces las oligarquías provinciales habían adoptado el mismo cariz que la porteña, con el desarrollo del modelo agroexportador y la formación de extensos latifundios que dominarían la economía nacional durante el medio siglo siguiente. La posibilidad de desarrollar un poder provincial al margen del modelo bonaerense había quedado definitivamente atrás, y con ella el efectivo federalismo de la Constitución.
Juramento a la Constitución en Corrientes
Luego de aprobada y promulgada la Constitución Nacional, Justo José de Urquiza comunica al gobernador de Corrientes Juan Pujol el decreto por el cual dispone la jura de la Constitución Nacional en cada pueblo de la República. La Legislatura correntina en cumplimiento al mismo lo reglamenta a través de ley del 1 de julio.
La fórmula de juramento fue establecida desde el Poder Ejecutivo Nacional para que sea igual en todos los pueblos de la República, decía: “Nosotros, Ciudadanos Argentinos, que formamos el pueblo de la Provincia de Corrientes, juramos por la Santa Cruz en que se inmoló el Redentor del mundo, respetar, obedecer y defender la
Constitución política de la Confederación Argentina, sancionada por el Congreso General Constituyente en 1° de mayo de 1853.”
La ejecución y formalidad del acto de Juramento en la capital provincial adquirió importante dimensión. En la mañana del nueve de julio amaneció la plaza 25 de mayo colmada de adornos y frente al edificio del antiguo Cabildo donde funcionaba la Sala de Representante se construyó un entablado sobre la calle con una plataforma donde flameaban banderas de la Confederación, teniendo de fondo una gran pintura como cuadro donde se representaba a la República con la figura de una matrona coronada de laureles, y a los costados esfinges y emblemas alegóricos de la mitología representando el comercio, la navegación, la literatura, las ciencias, la gloria, y el libro de las leyes y la justicia. Frente a este palco se ubicaron varias mesas con los registros abiertos de los jueces de paz para estampar la firma de cada uno de los ciudadanos que participen en el juramento. El acto se inició a las diez de la mañana con las autoridades de los tres poderes del Estado. Una vez que autoridades y ciudadanos colmaron el lugar, incluso desbordando las galerías del Cabildo, el ciudadano Agustín Torrent se ubicó en un lugar adecuado donde todos lo oían y leyó en vos alta el texto completo de la Constitución Nacional, para luego el Escribano de Gobierno Juan Francisco Poison tomar acto de jura a todos los presentes de acuerdo a la formula de juramento, y por fin, el presidente de la Cámara de Justicia declaró jurada y promulgada la Constitución de la Confederación Argentina. Seguidamente el presidente de la cámara de Justicia dirigió a los presentes un discurso alusivo, y a su culminación se hizo sentir una salva de 101 cañonazos, entonándose simultáneamente las estrofas del Himno nacional argentino. A continuación autoridades y todos los presentes firmaron los registros de firmas que testimoniaba el juramento. Durante esa misma tarde, la presencia de los vecinos fue constante en la plaza, ya que se instalaron distintas clases de entretenimientos y la ejecución de piezas musicales por la Banda de música, y por la noche se realizó un baile público. Al día siguiente el gobernador delegado, porque Juan Pujol se hallaba en la campaña y no pudo llagar para los actos, participó con el resto de las autoridades de un Te Deum en el Templo de la Matriz. Terminado el oficio religioso se ejecutó una salva de 21 cañonazos y, por la tarde se repitieron los juegos y el baile nocturno, igual que el día anterior, con alta participación del pueblo. También los festejos fueron similares en el tercer día, pero aún con mayor afluencia de público.
Para los actos en toda la provincia se distribuyeron ejemplares impresos en cada Departamento y los comandantes y ayudantías convocaron a todos los habitantes de sus jurisdicciones hábiles para votar. Reunidas las autoridades civiles y militares, se leyó en voz alta todo el articulado de la constitución para su jura por todos los presentes, los que firmaron su presencia en un registro elaborado a ese solo efecto. En la capital provincial el acto fue presidido por el juez de alzada y al día posterior se celebró Misa , además los días 10 y 11 fueron de regocijo y festejo público. Aunque en algunos casos los festejos se extendieron por tres días, como en el Departamento de Saladas. También como parte de los festejos a todas las personas detenidas en la cárcel, cuyos delitos no importen pena capital, fueron excarceladas y restituidas a su plena libertad, el mismo día nueve de julio. 
Juan Pujol haciendo públicos estos actos comunicó a Justo José de Urquiza, en carta datada el 20 de julio desde Curuzú Cuatiá, la numerosa participación ciudadana en el acto de jura y los importantes festejos conmemorativos. Para que el acontecimiento quede perdurable en el recuerdo de la correntinidad, la Legislatura aprobó la erección de un monumento en recuerdo a aquel acto, consistente en una columna en cuyo pináculo se colocara la estatua de Témis, en la base de la columna hacia el oriente, se incrustará una plancha de bronce en la que se grabará el siguiente mote: “A la Constitución de la Confederación Argentina jurada el 9 de Julio de 1853”.
La tradición de juramentar las constituciones tuvo pasos similares que obedecen a la profunda tradición hispanas desde los primeros actos a principios del siglo XIX y prosiguiendo su práctica por varias décadas del siglo decimonónico. Comparando los pasos con el juramento con la Constitución española de 1812, referenciada anteriormente, observamos similitudes y diferencias con el acto de juramento de la Constitución Argentina de 1853. Las constituciones liberales como la de 1853 daban escaso lugar a la jura por corporaciones y si en cambio al pueblo y a los ciudadanos. 
Aunque la legislatura correntina en ley del 1 de julio de 1853 en su artículo 8 estipula que el presidente del Poder Legislativo pedirá primero a las corporaciones, y después al pueblo, su conformidad con el juramento. La corporación a que hace mención es el poder militar y eclesiástico. Pero la gran similitud radica en las formas y contenidos religiosos, los que coinciden en los siguientes pasos como la celebración de Misa antes o después del acto juramental, los posteriores festejos y la libertad a los reos condenados por delitos que no importen pena capital.
Terminado los actos protocolares de juramento los jueces de paz de cada departamento enviaron las actas firmadas por todos los vecinos al Ministerio de Gobierno.
La cantidad de ciudadanos que participaron ha sido numerosa, tal como lo resaltó el gobernador Pujol en carta a Urquiza, siendo la distribución numérica por Departamento fue la siguiente: Capital 670; Lomas 338; Empedrado 420; de Bella Vista 386; Goya 476; Esquina 330; Curuzú Cuatiá 790; Restauración 314; La Cruz 134; San Miguel 128; Yaguareté Corá 165; Mercedes 394; San Roque 425; Saladas 204; Mburucuyá 295; Itatí 138; San Cosme 290; San Luis 262; Caá Caty 959; alcanzando una suma total en toda a provincia de 7118 ciudadanos. Entre estos ciudadanos se hallan funcionarios miembros de los tres poderes del Estado, militares, eclesiásticos, ciudadanos de distintos estratos sociales, inclusive numerosos apellidos indios sin castellanizar como Araró, Gueyapy, Mburayá, Caá Caray, Mburayá, Payeyú, Yrá, Guayuparé, Guarepí, Mbaipi, Bareyú, entre otros.
La formalidad seguida por la Constitución nacional de 1853 fue seguida tres añosdespués por la jura de la Constitución provincial de 1856. Sancionada el 12 de octubre de1855 y aprobada por el Congreso Nacional el 25 de septiembre, el gobernador Juan Pujol por decreto del 3 de diciembre de 1856 determina el protocolo de ceremonia y el juramento en todo el territorio provincial. En la Capital se invitaron a las autoridades civiles, militares, eclesiásticas, y a los ciudadanos a la Iglesia Nuestra Señora de la Merced a las 8 de la mañana , donde se leyó la Constitución, y firmaron un acta ante el presente juramento: “Nos las autoridades civiles y militares y ciudadanos del pueblo de Corrientes, juramos por la Cruz en que se inmoló el redentor del mundo, respetar , obedecer y defender la Constitución política de la provincia sancionada por los representantes de ella el 12 de octubre de 1855 y aprobada por las cámaras nacionales el 25 de septiembre último y confirmada y ratificada por el H.C.G.C. el 1º de este”. Concluyó el acto con un Te Deum en el mismo templo. El procedimiento se repitió en todos los pueblos de la provincia. Se puede observar la similitud de este acto, sobre todo en su connotación religiosa, con el juramento de la Constitución nacional tres años antes.

## La Constitución de 1853 y la historia política argentina
La Constitución de 1853 fue rechazada por la estratégica Provincia de Buenos Aires (que en ese momento abarcaba también a la Ciudad de Buenos Aires) y la Argentina se dividió en dos estados separados: por un lado la provincia (Estado de Buenos Aires), con capital en la ciudad homónima, y por el otro la Confederación Argentina, con capital en Paraná.
El congresal Zuviría, en el discurso posterior a la rúbrica del original, apostrofó a la Convención diciendo:

Acabáis de ejercer el acto más grave, más solemne, más sublime que es dado a un hombre en su vida mortal.

Los mayores elogios provendrían de Sarmiento y el grupo liberal, que vieron en la adopción del federalismo a la estadounidense el signo de la victoria de sus principios. Les valió también por contrapartida, en oposición a la pertinaz oposición que Rosas había mostrado a la sanción de una Constitución durante su largo mandato.
La Iglesia católica, por su parte, resolvió los debates internos que generó el texto constitucional, en un famoso sermón de Fray Mamerto Esquiú, que pasó a la historia como el Sermón de la Constitución, que llamó a jurar y obedecer la ley como fundamento para constituir una patria.
La República Argentina recién ser formaría de manera definitiva, luego de la victoria militar de Buenos Aires sobre la Confederación, en la Batalla de Pavón de 1860. Buenos Aires, liderada por Bartolomé Mitre, impuso la primera reforma constitucional de 1860 y la presidencia del propio Mitre. Con esta redacción, la Constitución de 1853 se convertiría en el marco jurídico para la organización de un Estado laico, y las transformaciones económicas que establecerían el modelo agroexportador y la gran ola inmigratoria de ultramar (1850-1950). Políticamente, el país se organizó sobre la base de un sistema de elecciones fraudulentas (voto cantado), que llevó en los hechos a un régimen de partido único conservador, el Partido Autonomista Nacional (PAN).  
Luego de la victoria del primer gobierno democrático en 1916, como resultado del logro del sufragio secreto y obligatorio para varones, la Constitución de 1853 comenzó a ser cuestionada desde distintas corrientes. Políticamente, los sectores más conservadores cuestionarían el régimen democrático y recurrirían a las Fuerzas Armadas para derrocar sistemáticamente a los gobiernos elegidos por voto popular, en una sucesión de golpes de estado que recién se detendría en 1983. Económica y socialmente, diversas corrientes cuestionaron el liberalismo individualista de la Constitución de 1853, proponiendo reformas que incluyeran los derechos laborales y sociales, el Estado Social y la actividad del Estado en pos de la industrialización del país.
La inestabilidad constitucional de la Argentina se extendería desde 1930 hasta 1994, cuando los dos principales partidos del país, acordaron realizar una reforma constitucional que puso fin definitivamente al texto básico de la Constitución de 1853. El peronismo lograría sancionar una importante reforma constitucional en 1949, que fue derogada por la dictadura militar que derrocó a Juan D. Perón en 1955.
Cuando el revisionismo histórico —criticando la devastación de la industria nacional, el surgimiento de enormes latifundios, y el colonialismo interno que habían resultado de la política liberal de los hombres de la generación del '80— remontó los orígenes de esa ideología al texto constitucional, siguió en términos generales los mismos criterios de juicio que habían empleado estos, aunque de signo inverso. Los escritos de Sarmiento o Roca ven a la Constitución como arma para la modernización del país, mediante el libre comercio, el fomento de la inmigración europea, la abolición de los liderazgos políticos provinciales y la dislocación de las culturas tradicionales, heredadas de España y adaptadas durante arduos siglos a las peculiaridades locales; los revisionistas vieron en ella el arma para la destrucción de la identidad nacional —mediante el aplastamiento de la industria nacional por la desigual competencia con el imperio manufacturero británico, el desplazamiento de las poblaciones de sus propias tierras y sus hábitos de vida por el aluvión extranjero y la consecuente turbulencia en lo social y económico, y la restricción de la representación política a las burguesías mercantiles y letradas.
Ambas alternativas adoptan la misma estructura, expuesta con magistral retórica en la exhortación sarmientina: Civilización o barbarie. Los revisionistas no la revisaron, limitándose a señalar el carácter bárbaro de la "civilización" sarmientina: fundada en la expoliación de los indígenas, el sacrificio masivo de los gauchos y los morenos conscriptos en las sucesivas guerras contra el Paraguay y las tribus de la Patagonia, la brutal acumulación primitiva de tierras para la conformación de los latifundios agroexportadores, la destrucción de la naciente industria nacional y el fraude electoral sistemático; Rosa señaló el juego de manos lingüístico del lema recordando que

Civilización —que gramatical y lógicamente quiere decir "perteneciente a nuestra cives, a nuestra ciudad"—, fue entendida en un sentido opuesto: como lo propio de extranjeros; y barbarie —de bárbaros, extranjeros— vino a significar, a su vez, en el lenguaje liberal, "lo argentino" contrapuesto a "lo europeo"
J. M. Rosa, Análisis de la dependencia argentina, IV:36

Autores posteriores, algunos de ellos próximos al revisionismo, han señalado sin embargo que al aceptar la oposición en sus términos generales, el revisionismo perdió la oportunidad de revaluar la oposición en la que ésta se basa: la liberal burguesía porteña y de las capitales provinciales por un lado, y la semiiletrada población rural y mediterránea por el otro. Los doctores unitarios —Rivadavia, Echeverría, Alberdi— representarían la primera opción, de cuyas plumas habría fluido la Constitución; los caudillos federales —Quiroga, Güemes, Rosas— la otra, renuente a fijar desde arriba y de una vez para siempre los lineamientos políticos.
Para estos autores, la alternativa refleja uno de los clivajes efectivamente existentes en la política argentina del momento: aquel que separaba a las clases ilustradas, formadas en los principios del derecho teórico en la milenaria tradición europea, de los más pragmáticos líderes provinciales, hombres de acción más que de teoría. Dado el clima intelectual del momento, en el que el ideologismo de los revolucionarios franceses había dado paso al positivismo iluminista, era natural que el pensamiento de los primeros se inclinase por la defensa de un orden liberal, en el que la abolición de los límites históricos y tradicionales diese paso a una nueva era de cooperación entre los pueblos. La libertad de mercado daría lugar a la especialización de los países en sus áreas de ventaja comparativa, dando como resultado la común mejora. La traducción que hacen los revisionistas de esta postura a términos de interés personal directo —la burguesía ilustrada era a la vez la poseedora del capital mercantil porteño, que lucraba directamente con la importación de bienes; en no pocos casos, la mano visible de los cónsules y encargados de negocios británicos colaboraba con la invisible del mercado, estableciendo tratados y ofreciendo apoyos a los elementos políticamente más favorables a los intereses comerciales de los súbditos de Su Majestad Británica— resulta en esta óptica veraz, pero ingenua. Las interpretaciones marxistas —que, aunque centradas en explicar la lógica de los acontecimientos más que la de las individualidades, no han desdeñado tampoco ese criterio— dejan también de lado numerosos aspectos.
Para comprender las facciones que convinieron en la fijación de la Constitución del '53 se ha hecho distinguido, por el contrario, dos aspectos que la historiografía convencional fundió en la dicotomía entre federales y unitarios. Por un lado, reconocer que la clase pudiente tenía varias facciones en inestable equilibrio: la burguesía comercial del puerto, la burguesía ganadera del litoral, las pequeñas capas burguesas de las ciudades del interior mediterráneo; por otro, comprender que el proceso de integración en la economía y la cultura mundial —pues ya entonces, 150 años antes del auge del término, los problemas de estado tenían ya la óptica de la globalización, en virtud de la expansión del mercado mundial de las potencias industriales europeas— no implicaba necesariamente, como efectivamente lo hizo en la historia argentina, el abandono de la producción interior, y que la por lo tanto la modernización del país podía acometerse sin la pérdida de la identidad nacional. Aun si el ideal de la Constitución del '53, y de los escritos alberdianos que le dieron origen, dependió en buena medida del proyecto de integrar la Argentina a los procesos mundiales, el compromiso con el liberalismo económico no estaba necesariamente codificado en estos.
El objetivo expreso del proyecto constitucional, como el de otros proyectos políticos expuestos poco antes y después, era el de modernizar la nación; lo que, en un Estado naciente, quería decir poco más o menos crearla. Buena parte de los pensadores nacionales consideraron que el proyecto de modernización imponía una ruptura más o menos total con el pasado colonial hispánico; desde Esteban Echeverría hasta Sarmiento y la generación del '80, la búsqueda de la inserción argentina en el mundo moderno pasaba por la importación de teorías, prácticas y aún pueblos. Una ruptura así, sin embargo, exigía un determinado tipo de condiciones y disposiciones; la complementación con los mercados europeos beneficiaría a los comerciantes portuarios y a las clases superiores, capaces de consumir los bienes materiales y simbólicos de lujo que este comercio aportaba, pero en detrimento de las clases rurales o subordinadas, a las que se desplazó de sus medios de vida y del entramado productivo en el que se situaban. Conscientes de ello, los líderes más opuestos al programa rivadaviano concibieron la tarea de formación del Estado como una "restauración" del estado que las reformas rivadavianas habían roto: de ahí el título de Rosas de Restaurador de las Leyes, que apuntaba no a las leyes positivas del derecho de Indias, sino a la ley de gentes de las tradiciones nacionales. El problema de esta óptica fue la imposibilidad, durante el largo período rosista, de desarrollar efectivamente el Estado nacional; la recuperación del orden, que en los años anteriores a este se había desguazado en las contiendas sucesivas de los caudillos en pugna contra la hegemonía de la nueva metrópoli porteña, se había logrado al coste de la paralización del proceso de estatalización.
Cuando la sanción de la Constitución rompió con esta fase, buscando introducir el nuevo sistema de gobierno, la cuestión volvió a plantearse en toda su agudeza. La posición de Buenos Aires resultó clara desde un principio: rica sobre todo por sus ingresos aduaneros, y con su principal clase productiva, la burguesía saladerista, comprometida también con el intercambio mercantil con Europa, tendió a inclinar la balanza hacia la apertura irrestricta. El compromiso federal de las provincias permitía augurar un fin diferente, aún con la adopción de un régimen de gobierno basado fundamentalmente en ideas foráneas. El declive definitivo del ideal federal no vendría de la Constitución, sino de la claudicación, en la batalla de Pavón, de las fuerzas del litoral mesopotámico, cuyos máximos líderes prefirieron sumarse a los intereses comerciales —siendo ellos mismos grandes estancieros— antes que defender la formación de un mercado interno de consumo. Alberdi, al que los revisionistas consideran por lo general un liberal, y por lo tanto un enemigo de la patria, criticó duramente desde el exilio a Urquiza, que dejó en manos de los porteños la estructura nacional, y a Mitre, que la usufructuó en los años de guerra de policía contra las provincias; en esta acción, triunfó el liberalismo a ultranza de la capital sobre el liberalismo integracionista de las provincias litorales. La política mitrista eliminaría la posibilidad de resistencia de las provincias, haciendo del intento de Alberdi, Andrade o José Hernández de garantizar la unión un imposible; cuando, bajo Julio Argentino Roca, la Argentina unificada se hizo realidad, fue a costa de la desaparición virtual del tejido social de las provincias y de su capacidad productiva. La forma federal de la Constitución fue, durante los años de la Argentina moderna, simplemente la coalición de las clases ilustradas de todo el país; no sería hasta que la inmigración masiva produjese sus efectos. En ese tiempo, Argentina llegó a ser el primer destino del mundo de inmigrantes europeos los cuales por dificultades de inserción muchas veces guardaban recelos con la población local lo que movilizó a importantes enfrentamientos que destruyeron finalmente la vigencia de aquella Constitución de 1853.

## Evolución histórica
Basándose en la Constitución se formó el primer gobierno nacional que tuvo autoridad sobre casi todas las provincias en más de treinta años, desde la Anarquía del Año XX. En 1860, tras su derrota en la Batalla de Cepeda, la firma del Pacto de San José de Flores y la aprobación de ciertas modificaciones en el texto constitucional, Buenos Aires se reincorporó a la que pasó a llamarse Nación Argentina. Este proceso llevaría a la gradual finalización del ciclo de las guerras civiles argentinas, que puede considerarse terminado hacia 1880; el período que separa esta fecha de la sanción de la Constitución se llama comúnmente la Organización Nacional.
Para la Generación del 80, los fijadores de las primeras convenciones liberales sobre la historiografía del país, la Constitución representó un acto verdaderamente fundacional, rompiendo con el largo gobierno de Juan Manuel de Rosas; de ella rescataban sobre todo el haber establecido un régimen político liberal a la europea, aunque en el momento de su firma algunos de los más importantes representantes del liberalismo autóctono se opusieran a ella tenazmente. Para los radicales, un partido liberal nacido a fines del siglo XIX, la Constitución representó un ideal político incumplido, y la enarbolaron para oponerse a los gobernantes conservadores de la Generación del 80, quienes se perpetuaban en el poder mediante el fraude electoral. A su vez, para los movimientos nacionalistas del siglo XX, que criticaron las convenciones liberales y rescataron la figura de Rosas, la Constitución había representado la abrogación de la identidad nacional en aras de un liberalismo ruinoso. En sus diversos frentes, la cuestión sigue abierta, y ha inspirado varias de las más importantes obras acerca del pensamiento argentino.